# Galbulimima
Les Himantandraceae són una família de plantes angiospermes reconeguda per la majoria dels taxonomistes. L'APG II system de 2003 l'assigna a l'ordre Magnoliales en el clade magnoliids. Només té un gènere, Galbulimima, de probablement dues espècies que són plantes nadiues de zones tropicals del sud-est asiàtic i Austràlia.